# 第二次晉州城之戰
第二次晉州城之戰是第一次萬曆朝鮮之役中的一場戰鬥，地點在朝鮮半島的晉州城（韓語：진주시，現在的晉州市），發生在萬曆二十一年/文祿二年（1593年）的陰曆六月廿一日至廿九日。這場戰鬥的結果是日軍勝利，朝鮮幾乎全軍覆沒。

## 戰前
萬曆二十一年（1593年）三月期間，經過碧蹄館之戰、幸州山城之戰後，明、日雙方在開城到漢城之間進入戰略膠著，且皆陷入補給困難的窘境，於是開始議和談判，雙方進入停戰狀態。
四月十八日日軍自漢城撤退，沿著忠清道、慶尚道向釜山方面收縮，在釜山一帶的倭城屯駐，尾隨而來的明軍一時之間難以攻取，於是聯軍扼守要道，讓日軍亦無法向北反攻，五月十六日明朝軍隊已經抵達太閤豐臣秀吉所在的肥前名護屋城。

### 明、朝聯軍駐防狀況
- 明軍：
  - 吳惟忠——善山鳳溪縣
  - 王必迪——慶州（一說尚州）
  - 駱尚志、查大受——南原
  - 李寧、祖承訓、葛逢夏——居昌
  - 劉綎——星州八莒縣
- 朝鮮軍：
  - 金命元、權慄——宜寧

## 戰爭起因

### 議和一度陷入僵局
雖然明、日雙方已經展開和談，但是在釜山一帶軍力密度極高，劍拔弩張。
- 雙方議和陷入僵局，明朝方面無法接受日方繼續留在朝鮮半島的條件，但是日方希望明朝接受日本對於朝鮮南部完全控制的既成事實。
- 日方大量部隊撤退到釜山一帶，供應和補給問題必須得到解決。

由於以上原因，日軍選擇採取一次軍事行動，表達己方的態度和軍事實力。

### 決定出兵晉州
雖然決定採取軍事行動，但是日軍不敢片面向明朝開戰，便決定找一支朝鮮部隊開刀，最後選上晉州城，原因如下：
- 朝鮮軍實力較弱且守備地點較為突出。
- 從釜山到晉州一帶地勢相對平坦，容易進軍。
- 晉州是進入全羅道的重要門戶，戰略意義明顯。
- 日軍想一報之前第一次晉州之戰受挫的恥辱。

## 戰爭過程
朝方在戰前曾經向星州守將劉綎請求援軍，但是未獲得明方的支持，戰爭過程中明方也未曾出兵援助。

### 日軍編制
- 第一隊（25624人）　加藤清正、黑田長政、島津義弘、鍋島直茂等
- 第二隊（26182人）　小西行長、細川忠興、宗義智等
- 第三隊（18822人）　宇喜多秀家、石田三成、大谷吉繼等
- 第四隊（13600人）　毛利秀元
- 第五隊（8744人）　小早川隆景、立花宗茂等

合計92972人

### 日軍進軍
万历二十一年/文禄二年（1593年）六月十四日，日軍從釜山出發，經過金海、昌原、咸安，準備經由宜寧進攻晉州城。

### 朝方動態
六月十二、十三日期間，朝方將領都元帥金命元、巡邊使李薲、倡義使金千鎰、全羅道巡察使權慄、慶尚道右兵使崔慶會及義兵將領郭再祐等將領合約五萬於兵力聚集於宜寧，權慄曾經在幸州山城之戰以寡擊眾慘勝日軍，此次又自告奮勇想要渡過南江攻擊日軍，郭再祐、高彦伯認為日軍戰力極高而己方士兵多烏合之眾，且糧餉不足，不可輕進，最後諸將仍然決定渡江進入咸安，但當時咸安已是一座空城，諸軍沒有糧食只能採野果為食，士氣低落，正好此時接到日軍(先鋒立花宗茂、高橋統增、小早川秀包4千兵)已經逼近的諜報，有人提議守城有人提議撤退紛紛不決，突然聽見日軍的炮擊聲，大家倉皇奔逃出城，不成行伍，朝鮮將領看到日軍勢大，分頭逃走，權慄、金命元、李薲、崔遠等向全羅道(全州)逃走，倡義使金千鎰、慶尚道右兵使崔慶會、忠清道兵使黃進、巨濟縣令金俊民、泗川縣監張潤、鎮海縣監曹慶亨、熊川縣監許鎰、藍蒲縣令宋悌、助防將鄭名世、義軍將領高從厚、吳宥、閔汝雲、姜希輔、沈友信、任希進等逃入晉州城，日軍繼續向晉州前進，於六月廿一日抵達。

### 日軍圍城兵力配置
晉州城南邊有天險南江，日軍在東西北三面城門皆分配一隊進攻，並派出兩支部隊在周圍警戒避免聯軍附近駐軍增援：
- 東門——第三隊宇喜多秀家部（18822人）
- 西門——第二隊小西行長部（26182人）
- 北門——第一隊加藤清正部（25624人）
- 城北——第四隊毛利秀元部、第五隊小早川隆景部（共22344人）
- 城南——吉川廣家部（若干人）

### 日軍圍攻晉州城
万历二十一年/文禄二年（1593年）六月廿一日，日军開始包圍晉州城，在這次戰鬥中，朝鮮軍隊使用弓箭、大炮抗擊來犯的日軍。
六月廿二日日軍加強攻勢，日軍從三個方向猛烈圍攻晉州城，日軍建造許多攻城櫓，使用火绳枪猛烈射擊，並企圖引進南江江水發動水攻。朝鮮方面，倡義使金千鎰不擅征戰又剛愎自用，且其素來與晉州府使徐禮元不和，主客相猜，號令雜出，漸成敗象，六月廿七日宇喜多秀家曾經要求朝方守將投降被拒，日軍使用飯田直景與森本一久設計製造的新武器——龜甲車攻擊北門，龜甲車一度遭到守軍投擲燃油放火點燃損失慘重，隔天，日軍在龜甲車舖上重重牛皮，使得攻勢得以順利進行，晉州城搖搖欲墜，六月廿九日，日軍突破晉州城城牆，後藤基次、飯田直景與森本一久當先攻入城中，忠清道兵使黃進奮力守衛東門不幸中彈身亡，晉州府使徐禮元、泗川縣監張潤戰死，倡義使金千鎰及其子象乾、慶尚道右兵使崔慶會、義軍將領高從厚由城南矗石樓投入南江自盡，金海府使李宗仁、巨濟縣令金俊民等人死於亂軍之中。

## 戰後
日軍在戰後進行屠城，大約六萬名朝鮮平民慘遭屠殺，並曾一度進入全羅道，掃蕩周圍地區，但此次軍事行動只為了展現日方在議和過程中的態度和實力，日軍並未繼續推進到明軍駐守的南原，之後便撤回釜山，並聲稱等待明朝答應議和就會渡海撤回日本。

## 腳註
1. ↑  依《日本戦史・朝鮮役》所載[1]，此時明將劉綎五千屯星州八莒、王必迪兵數未詳屯慶州(一說尚州)、吳惟忠五千屯善山鳳溪、祖承訓、李寧、葛逢夏兵數未詳屯居昌、查大受、骆尚志、宋大斌六千屯南原共約有三萬於兵力。朝鮮將領有都元帥・金命元、平安巡辺使・李薲、全羅巡察使・権慄、全羅兵使・宣居怡、防禦使・李福男、助防将・李継鄭、鄭名世、慶尚左兵使・高彦伯、右兵使・崔慶會、忠清兵使・黄進、京畿助防将・洪季男、星州牧使・郭再祐、倡義使・金千鎰、義兵・高従厚在宜寧、昌寧集結約五萬兵力。

## 外部連結
- 晉州城(진주성) ：韓國旅遊官方網站[永久]